# タイガーブックス
『タイガーブックス』は手塚治虫による短編漫画作品集。動物が登場する読み切り短編漫画作品を中心にまとめた短編集である。
海洋生物学者の菊池夢美は本シリーズに影響を受けて日本大学生物資源科学部へ進学したと語っている。

## タイガーランド
『赤旗日曜版』（日本共産党中央委員会）1974年1月6日から12月29日まで連載された。

## 悪右衛門
『別冊少年ジャンプ』（集英社）1973年9月号に掲載された。葛の葉伝説を下敷きとした作品である。
1993年に「ライオンブックス」シリーズの1編としてアニメ化されOVAが発売された。
キャスト
- 悪右衛門 - 伊武雅刀
- 左大将 - 緒方賢一
- くずのは - 天野由梨
- 安部保名 - 小野健一
- リズ - 吉田古奈美

スタッフ
- 原作、オリジナルキャラクター - 手塚治虫
- 企画 - 松谷孝征、清水義裕
- 監督、絵コンテ - 手塚眞
- プロデューサー - 久保田稔、岡崎茂
- キャラクターデザイン、作画監督 - 瀬谷新二
- 動画 - 岡崎直子、野口陽子、ドラゴンプロ、スタジオ天、ランダム、サンシャイン
- 美術監督- 岡田和夫
- 背景 - 柴田正人、岩崎清宏、菅野孝信
- 色彩設定- 岡野強
- 仕上 - 北京写楽美術芸術品有限公司
- 特殊効果 - 阿部郷
- 撮影監督 - 白井久男
- 編集 - 森田清次（森田編集室）
- 音楽 - 橋本一子
- 音楽制作 - 本郷敏夫（オフィス・パパエラ）
- 音響監督 - 千葉耕市
- 効果 - 倉橋静男
- 音響制作 - 千田啓子（クルーズ）
- 演出 - うえだひでひと

## 原人イシの物語
『少年サンデー』（小学館）1975年10月20日増刊号に掲載された。
1911年、アメリカ合衆国カリフォルニア州にかつて定住していたインディアン（ネイティブ・アメリカン）部族であるヤヒ族の生き残り大男の「イシ」が現れた。イシはカリフォルニア大学人類博物館に清掃係として働くようになった。博物館のクローバー博士はイシとなじんだが、トーマス・ウォータマンはイシを原始人と呼んで蔑んでいた。博士とトーマスはイシとその家族が隠れ住んでいた森を目指すが、イシの家族を殺したのはトーマスの祖父であったことを知る。しかし、イシ自身は最初からそのことを知っていた。トーマスと祖父の臭いが非常に良く似ていたためだった。足をくじいたトーマスはイシに自分は家族の仇だ、どうにでもしろと仇を討つように言うが、イシの家は既に博物館であり、博士やトーマスが家族であるとしてトーマスを担いで帰ろうとする。1916年イシは結核を患い息を引き取った。

## 低俗天使
『週刊少年ジャンプ』（集英社）1975年5月12日号に掲載された。

## ぬし
『週刊少年チャンピオン』（秋田書店）1972年6月19日号に掲載された。
関ヶ原の戦いから10年、福島正則の下で戦った天作天十郎は浪人となっていた。霧深い庄助沼で釣りをしていた天十郎の前に恐竜のような怪物が現れる。天十郎はその怪物を「ぬし」と名づけて握り飯を与えるようになった。ぬしは握り飯の礼にとしてか天十郎に大量の魚を与えた。天十郎は怪物を操って人心をかどかわした罪で死罪になりかかるが、ぬしを戦に使おうと考えた藩によって召し抱えられそうになる。ぬしを戦に駆り出すことに反対する天十郎は藩を抜けようとするが、大勢の武士に取り囲まれて、滅多切りにされる。ぬしは息絶えた天十郎を背に庄助沼へと消えていった。

## ころすけの橋
『少年サンデー』（小学館）1978年02月19日号に掲載された。

## カノン
『漫画アクション』（双葉社）1974年8月8日号に掲載された。

## ロロの旅路
『週刊少年ジャンプ』（集英社）1973年3月19日号に掲載された。

## 雨ふり小僧
『月刊少年ジャンプ』（集英社）1975年9月号に掲載された。

## ガラスの脳
『週刊少年サンデー』（小学館）1971年2月21号に掲載された。

## モンモン山が泣いてるよ
『月刊少年ジャンプ』（集英社）1979年1月号に掲載された。

## ヤジとボク
『月刊少年ジャンプ』（集英社）1970年3月号に掲載された。

## 0次元の丘
『週刊少年サンデー』（小学館）1969年3月30日号に掲載された。

## るんは風の中
『月刊少年ジャンプ』（集英社）1979年4月号に掲載された。

## 新・聊斎志異
『聊斎志異』にあやかったスタイルで執筆されている。「手塚治虫が他の人物から聞き取った怪談」という体裁をとっている。
シリーズとしてはタイガーブックス収録の2編以外に『コミックバーガー』で連載された「叩建異譚」がある。

### 女郎蜘蛛
『週刊少年キング』（少年画報社）1971年1月17日号に掲載された。
間島誠二と丸橋元太郎は共に絵描きを目指す友であった。2人はそろって寺の娘の由紀を愛していた。
日本は戦争に突入し、丸橋は要領よく日本軍のお抱え絵描きになる。一方の間島は自分の好きな絵しか描かないと決めたため特高警察ににらまれる。由紀は間島に惹かれはじめ、それを面白く思わない丸橋はついには由紀を殺害してしまう。一方の間島も特高警察に捕まり、失明してしまう。
失明した間島を迎えた由紀は、間島の目となり描きかけの絵を完成へと導いてゆく。半年が経ち、由紀に結婚を申し込みに寺を訪れた間島は、住職から由紀が1年も行方不明になっていることを聞く。寺の軒下には蜘蛛の糸でできた由紀の姿があり、その中には白骨があった。

### お常
『週刊少年キング』（少年画報社）1971年5月23日号に掲載された。
ヒデという名の少年は知恵遅れではあったが、F大病院で実験動物の世話の仕事をしていた。ある時、研究室に1匹の狐が連れてこられ、ヒデはその狐に「常」と名を付けて可愛がった。研究室はアメリカ軍から依頼されて新型化学兵器の研究を行っていた。動物実験は完了し、残すは人体実験のみ、研究室の研究員はアメリカ軍大尉の出す1万ドルの報酬に、ヒデを実験台にすることを決める。
そのころ、ヒデは自分の母親だと信じる謎の女性と過ごしていた。その女性はヒデに逃げるように忠告する。忠告に従って荷物をまとめたヒデだったが、研究室でジュースを飲まされる。そのジュースことが新型化学兵器であり、実験は成功した。その後、大尉は研究員が何者かに新型化学兵器を飲まされ死亡する。近くには狐の足跡があった。女性の姿は消えた。

## 二人のショーグン
『週刊少年サンデー』（小学館）1975年1月1日号から2月4日号に連載された。

## 八丁池のゴロ
『赤旗日曜版』（日本共産党中央委員会）1968年1月1日から12月29日まで連載された。

## 火の輪
『少女サンデー』（小学館）1961年夏休み増刊号（8月15日号）に掲載された。

## てんてけマーチ
『月刊少年ジャンプ』（集英社）1977年9月号に掲載された。

## 山太郎かえる
『月刊少年ジャンプ』（集英社）1980年1月号に掲載された。
1986年に「ライオンブックス」シリーズの1編としてアニメ化されOVAが発売された。

## ゼフィルス
『週刊少年サンデー』（小学館）1971年5月23日号に掲載された。

## 海の姉弟
『週刊少年チャンピオン』（秋田書店）1973年9月17日号に掲載された。

## 走れ!クロノス
『中一時代』（旺文社）1976年4月号から9月号まで連載された。

## グロテスクへの招待
『月刊少年ジャンプ』（集英社）1981年9月号に掲載された。

## いないいないばあ
『月刊少年ジャンプ』（集英社）1981年1月号に掲載された。

## 四谷快談
『週刊少年ジャンプ』（集英社）1976年4月12日号に掲載された。

## さらばアーリイ
『週刊少年キング』（少年画報社）1981年1月19日号に掲載された。

## ハヌマンの冒険
『希望の友』（潮出版社）1973年8月号に掲載された。

## ひとでの秘密
『中一時代』（旺文社）1973年10月号に掲載された。

## ダリとの再会
『週刊少年マガジン』（講談社）1982年3月31日号に掲載された。

## はなたれ浄土
『月刊少年ジャンプ』（集英社）1983年1月号に掲載された。

## こじき姫ルンペネラ
『週刊ヤングマガジン』（講談社）創刊号となるNo.1、No.3、No.7、No.9、No.11（1980年7月7日号から12月1日号）に掲載された。全5話。

## 書籍情報
- 手塚治虫漫画全集（講談社）
  - 全8巻
- 手塚治虫文庫全集（講談社）
  - 全4巻